# Thoracocharax
Pour les articles homonymes, voir Poisson-hachette.
Genre
Espèces de rang inférieur
- Thoracocharax securis
- Thoracocharax stellatus

Le genre Thoracocharax ne concerne que deux espèces de poissons de la famille des Gasteropelecidae couramment appelées « poissons-hachettes » en raison de la forme de leur corps. Il s'agit de poissons vivant essentiellement sous la surface de l'eau.

## Liste des espèces
Selon FishBase (25 juin 2015) :
- Thoracocharax securis (De Filippi, 1853) - Poisson-hachette
- Thoracocharax stellatus (Kner, 1858) - Poisson-hachette argenté

Selon l'UICN :
- Thoracocharax brevis ou Gasteropelecus maculatus

## Galerie

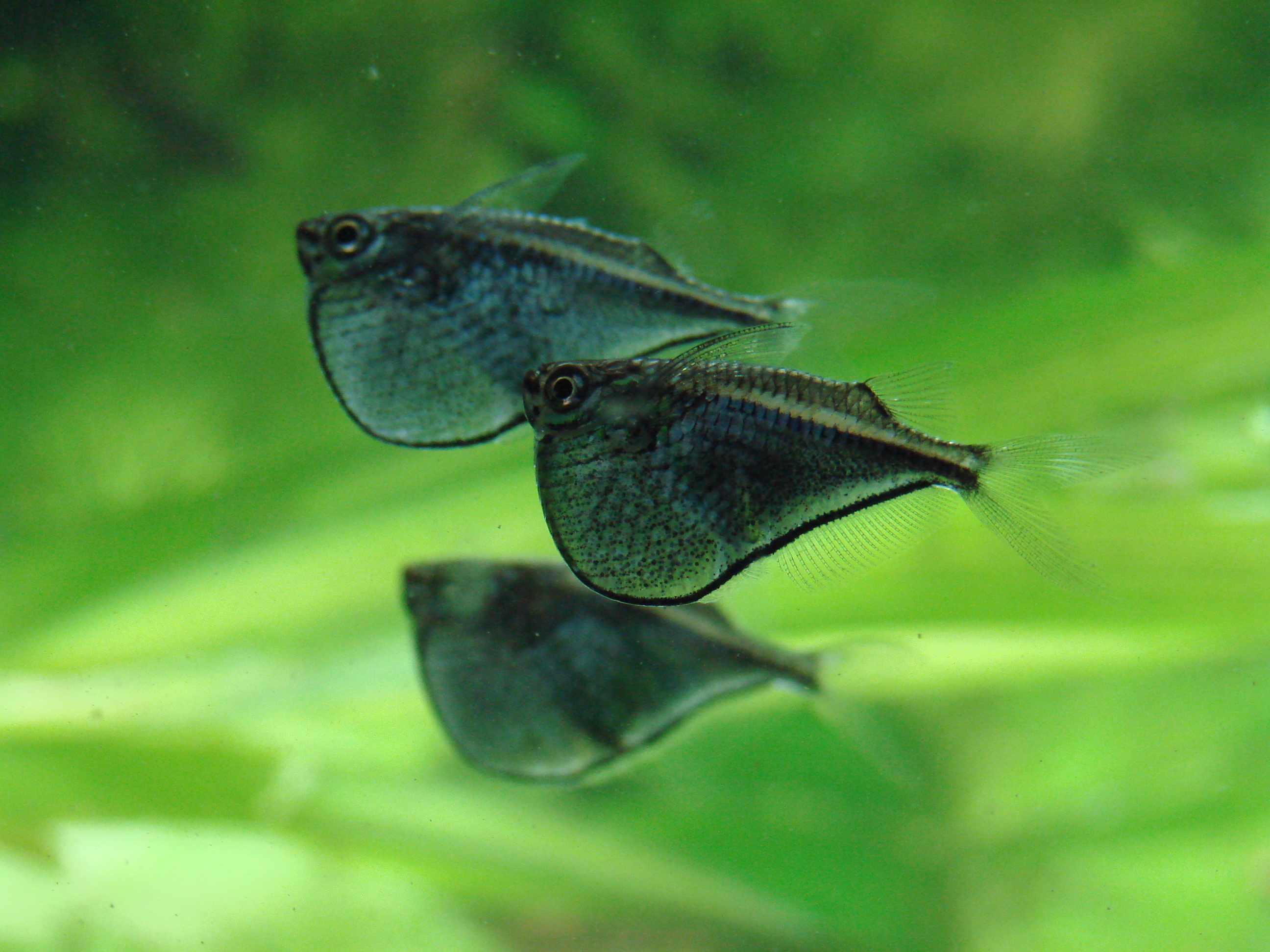
Thoracocharax securis
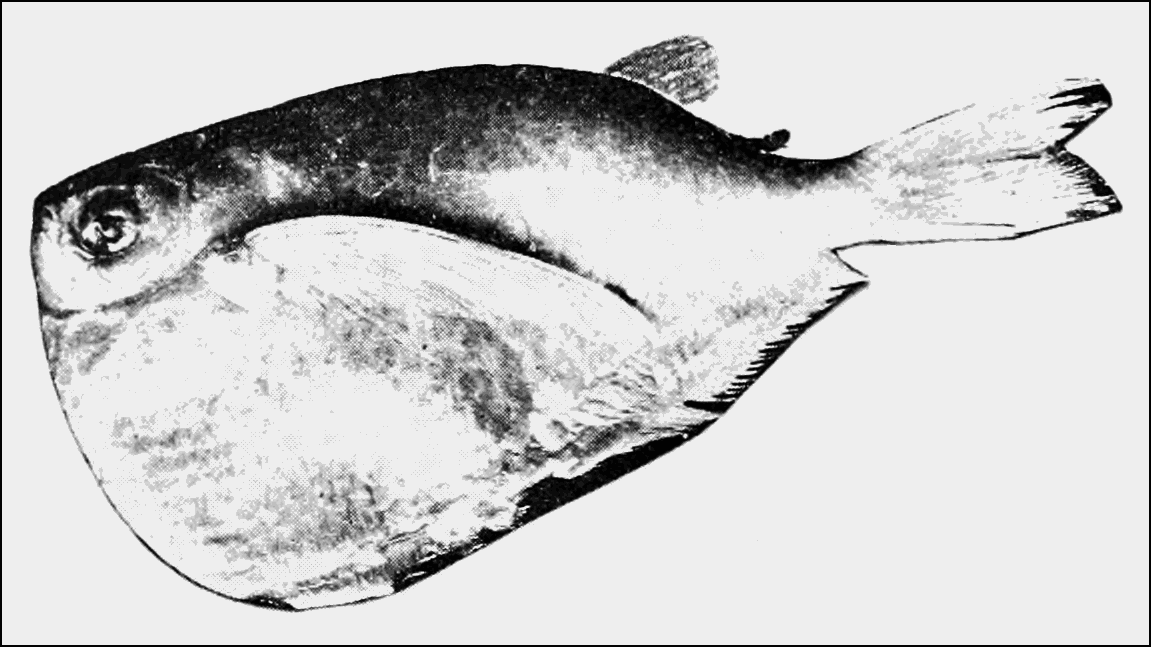
Thoracocharax stellatus